# Provincia di Luis Calvo
La provincia di Luis Calvo è una delle 10 province del dipartimento di Chuquisaca nella Bolivia meridionale. Il capoluogo è la città di Villa Vaca Guzmán.
Al censimento del 2001 possedeva una popolazione di 20.479 abitanti.

## Geografia antropica

### Suddivisioni amministrative
La provincia è suddivisa in 3 comuni:
- Huacaya
- Macharetí
- Villa Vaca Guzmán